# Bury a Friend
«Bury a Friend» (estilizado en minúsculas) —en español: «Entierra a un amigo»— es una canción de la cantante estadounidense Billie Eilish. La canción fue lanzada el 30 de enero de 2019, a través de Darkroom Records e Interscope Records. La canción sirve como el tercer sencillo del álbum de estudio de Eilish, When We All Fall Asleep, Where Do We Go? (2019).

## Composición
La canción fue escrita por Eilish junto a su hermano Finneas O'Connell, como la mayoría de las canciones de Eilish, también está producida por su hermano Finneas.

### Letra
El sencillo comienza con el estribillo:

What do you want from me? Why don't you run from me?, What are you wondering? What do you know?
Why aren't you scared of me? Why do you care for me?
When we all fall asleep, where do we go?

Traducido:

”¿Qué quieres de mí? ¿Porqué no huyes de mí? ¿Qué estás pensando? ¿Qué es lo que sabes? ¿Porque no me tienes miedo? ¿Porqué te preocupas por mí?, cuando nos quedamos dormidos, ¿A donde vamos?”

Todas las preguntas son planteadas por el monstruo debajo de la cama de Billie. En un artículo de Altpress de enero de 2019, Billie dijo que decidió escribir desde la perspectiva de «su propio monstruo»:
«[La canción] es literalmente desde la perspectiva del monstruo debajo de mi cama. Si te pones en esa mentalidad, ¿qué está haciendo o sintiendo esta criatura?»
La pregunta final; «Cuando todos nos dormimos, ¿a dónde vamos?» (la cual inspiró el título del álbum) se puede interpretar de varias maneras, como Eilish, preguntándose si hay una vida después de la muerte o también podría ser sobre el sonambulismo, al igual que también podría referirse a él como somos nuestro peor enemigo: «También confieso que soy este monstruo porque soy mi peor enemigo. También podría ser el monstruo debajo de tu cama.» La frase que le da nombre a la canción, «Bury a Friend», traducida como «Entierra a un amigo», quiere decir que se despide de su «amigo», el rapero XXXTentacion, el día en el que éste falleció (18 de junio de 2018, a los 20 años de edad).

## Lista de canciones
Descarga digital - Streaming

| N.º | Título          | Duración |  |
| 1.  | «Bury a Friend» | 3:15     |  |

## Video musical
El video musical fue estrenado el 30 de enero de 2019. En él se muestran las pesadillas de un chico siendo embrujado por Eilish y de ella misma. Varias escenas homenajean a las películas de suspense y terror como El Conjuro.

## Certificaciones
| País   | Organismo certificador | Certificación | Ventas certificadas | Ref.  |
| ------ | ---------------------- | ------------- | ------------------- | ----- |
| México | AMPROFON               | 3× Platino    | 180,000             | [ 5 ] |